# Andreas von Westfalen
Andreas von Westphalen, o Andreas von Westfalen o ancora Andrea di Westfalia (fl. XIII secolo), fu un cavaliere dell’Ordine di Livonia e maestro dell'Ordine nel 1270.

## Biografia
Andreas von Westphalen ricoprì il ruolo di vice-Landmeister di Otto von Lutterberg e di guida a tutti gli effetti ad interim, in attesa che potessero essere organizzate le elezioni. Von Lutterberg morì nella battaglia di Karuse contro le popolazioni lituane: a seguito di tale sconfitta, il subentrante von Westphalen decise che, per compensare la sconfitta dei Cavalieri di Livonia, occorresse una rapida vittoria.
A metà del 1270, Andreas von Westfalen venne a sapere di un'altra incursione in Livland da parte dei lituani guidati da Traidenis, un comandante autoctono noto per la sua devozione al paganesimo ed le sue politiche militari antitedesche. I crociati si affrettarono a costituire un’armata per inseguire il nemico ma, mentre i Cavalieri di Livonia erano accampati, i lituani attaccarono il loro campo ed uccisero il vice-Landmeister e altri venti Cavalieri.
Sempre nel 1270, a divenire nuova guida dell’Ordine di Livonia fu Walther von Nortecken.